# Боуман, Сара
Са́ра Бо́уман (англ. Sarah Bowman; 1810, США — 22 декабря 1866, США) — трактирщица, маркитантка, участница Американо-мексиканской войны.
Имела прозвища «Великий Запад» (The Great Western) и «Героиня форта Браун» (Heroine of Fort Brown). На протяжении своей жизни была несколько раз замужем, часто без юридических документов или благословения священника; в разные времена была известна под фамилиями Boginnis, Borginnis, Bourdette, Bourget, Bourjette, Davis, Bowman.

## Биография

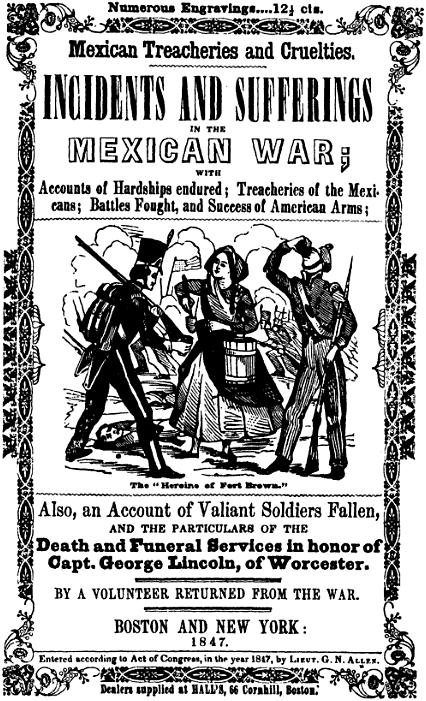
«Героиня форта Браун»

Историки полагают, что она родилась как Сара Найт (Sarah Knight) в начале 1810-х годов в штате Теннесси или Миссури.
Выросла на американской границе, не получив формального образования, и не могла хорошо читать и писать, но говорила на английском и испанском языках. Физически Сара была весьма крупной женщиной, имея рост более 6 футов (более 180 см) и вес 200 фунтов (91 кг) — её описывали как «удивительно крупную, стройную, сильную женщину с крепкими нервами и большой физической силой». Из-за её больших размеров Сару прозвали «Великим Западом», намекая на самый большой пароход того времени «Great Western».
Была участницей Американо-мексиканской войны, о чём свидетельствует документальная запись в Jefferson Barracks Military Post, штат Миссури. Когда её муж поступил на службу в пехоту, она работала прачкой. При сопровождении армии до залива Корпус-Кристи, штат Техас, в июле 1845 года, в обязанности Сары входили также функции повара и медсестры. Первое боевое столкновение между американскими и мексиканскими силами произошло 21 марта 1846 года во время пересечения реки Арройо-Колорадо, где она выступила с пламенной речью, чем подвигла солдат США на переправу через реку и победу над противостоящими войсками.
К маю 1846 года Сара Боуман была замужем за своим вторым мужем, который был назначен в форт Техас (позже переименован в форт Браун), где она управляла офицерской кают-компанией. Мексиканские силы осадили форт, и Сара получила мушкет на случай его штурма. После снятия осады форта Сара Боуман привлекла внимание американских газет тем, что помогала американским войскам, и была названа американскими газетами «Героиней форта Браун». История её заслуг была опубликована как в Филадельфии, так и в Нью-Йорке. Покинув форт Браун, Сара основала в городе Матаморос салун под названием American House. В дополнение к еде, жилью и конюшням, это заведение также служило борделем. Когда силы Закари Тейлора двинулись в Мексику, American House вместе с армией перебрался сначала в Монтеррей, а затем в Сальтильо. Сара не принимала участие в битве при Монтеррее, но участвовала в сражении при Буэна-Виста, в которой готовила еду и кофе, перезаряжала оружие и выносила раненых с поля боя. В этой битве был убит товарищ её мужа капитан Джордж Линкольн — не желая, чтобы его тело осталось на поле боя, она нашла его и проследила, чтобы Линкольна должным образом похоронили в Сальтильо. После похорон она приобрела лошадь Линкольна на аукционе и договорилась о том, чтобы её отправили семье капитана. После битвы генерал Уинфилд Скотт позаботился о военной пенсии для Сары.
После подписания в 1848 году договора Гуадалупе-Идальго армия США готовилась покинуть Северную Мексику. К этому времени Сара потеряла своего мужа и хотела сопровождать отбывающие войска в Калифорнию, однако в походную колонну допускались только жёны военных. Сара Боуман в начале 1849 года прибыла в город Франклин (ныне Эль-Пасо, штат Техас), где снова основала гостиницу, которая обслуживала американских рейнджеров, путешествующих по всей стране во время Калифорнийской золотой лихорадки. Стала известной и одной из первых англоязычных женщин Эль-Пасо, получив репутацию проститутки с золотым сердцем. К началу 1850 года она переселилась в город Сокорро, штат Нью-Мексико, стоящий на реке Рио-Гранде. Там она вышла замуж за Альфреда Боумана (Alfred J. Bowman), драгуна армии США, и после его увольнения со службы 30 ноября 1850 года они переехали на Запад США.
В 1852 году Сара прибыла в Юма-Кроссинг, штат Калифорния. Занималась стиркой белья для офицеров форта Юма, пока муж находился на военной службе. Через короткое время она открыла отель рядом с фортом, усыновила несколько мексиканских и индейских детей.
Умерла 22 декабря 1866 года от укуса паука. Посмертно была признана почётным полковником и похоронена с воинскими почестями на кладбище в форте Юма. По окончании функционирования форта её останки были эксгумированы и перезахоронены на национальном кладбище Сан-Франциско в могиле с надписью «Сара А. Боуман» (Sarah A. Bowman).
В 1998 году события из жизни Сары Боуман были положены в основу исторического романа Fearless, A Novel of Sarah Bowman. Она также фигурирует в романе писателя Кормака Маккарти Blood Meridian («Кровавый меридиан»), созданного в 1985 году.